# Burgkunstadt
Burgkunstadt település Németországban, azon belül Bajorországban. Lakosainak száma 6459 fő (2023. december 31.). Burgkunstadt Redwitz an der Rodach, Altenkunstadt és Marktzeuln községekkel határos.

## Népesség
A település népessége az elmúlt években az alábbi módon változott:
| Lakosok száma | 1248 | 3954 | 5296 | 6625 | 6524 | 6410 | 6455 | 6467 | 6449 | 6459 |
|               | 1875 | 1950 | 1975 | 1987 | 2012 | 2014 | 2016 | 2017 | 2021 | 2023 |

## Fekvése
Weißenbrunntól délnyugatra fekvő település.

## Története
Burgkunstadt nevét a 12. században az Eberhardi Codex egy részlete említette először egy adománylevéllel kapcsolatosan. Az első írásos tájékoztatás 741-ből való a terület kolonizációjával kapcsolatban. Bár a korábbi település sem kizárt. A 8. században a felső város területén feküdt egy szláv többségű település. Központi helyen, kereskedelmi útvonalak mentén és a hajózható Maina miatt, Burgkunstadt hamarosan nagyon fontos kereskedelmi hellyé lett.
Burgkunstadtban már 830-ban állt egy tágas, nagy katonai jelentőségű vár nagy kormányzati negyeddel. Ekkor már egy kis település állt a hegy lábánál. A Karoling-korban a Bamberger vár volt az egyetlen hozzá hasonló erőd egész Felső-Frankföldön.

## Galéria

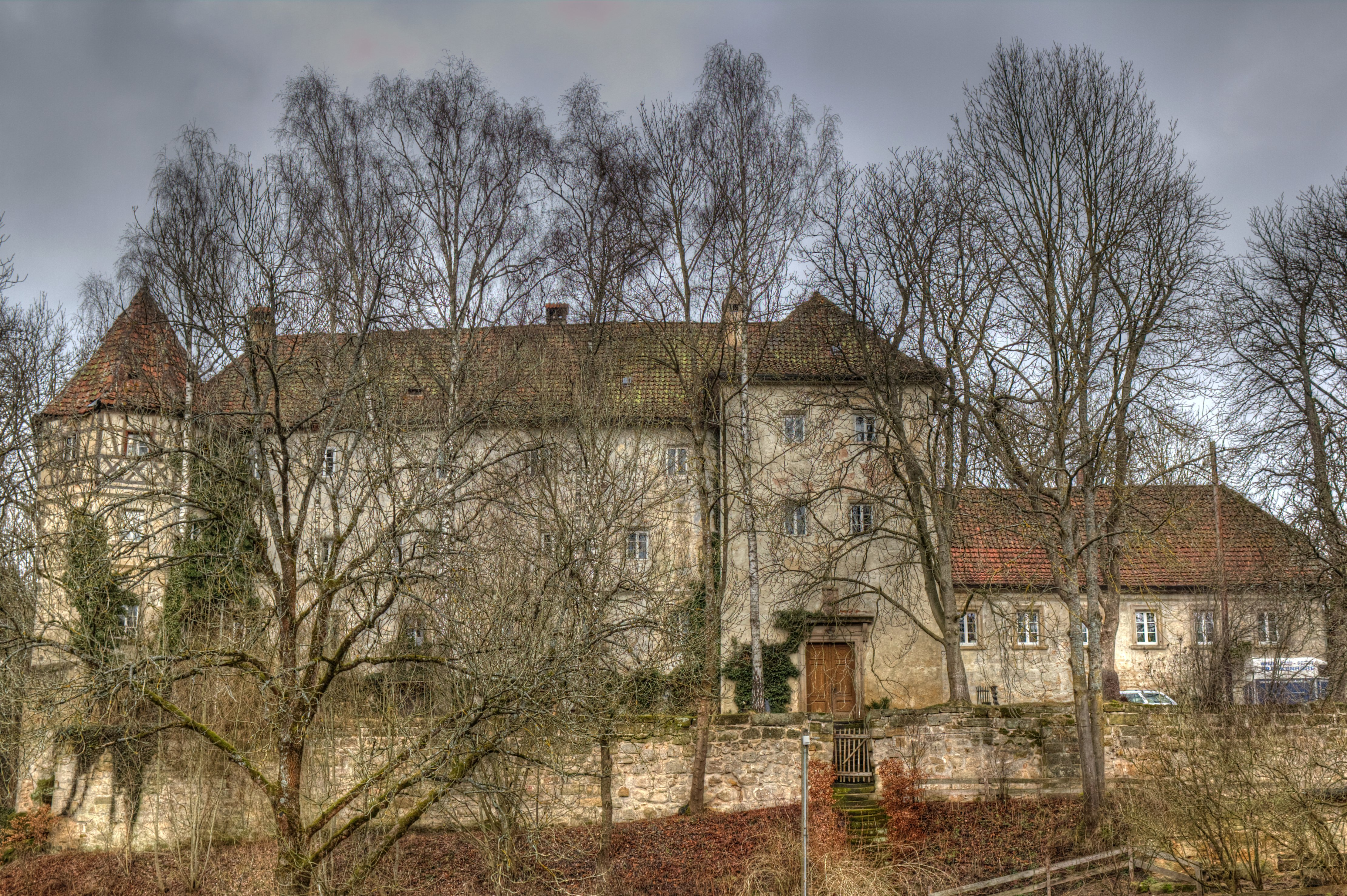
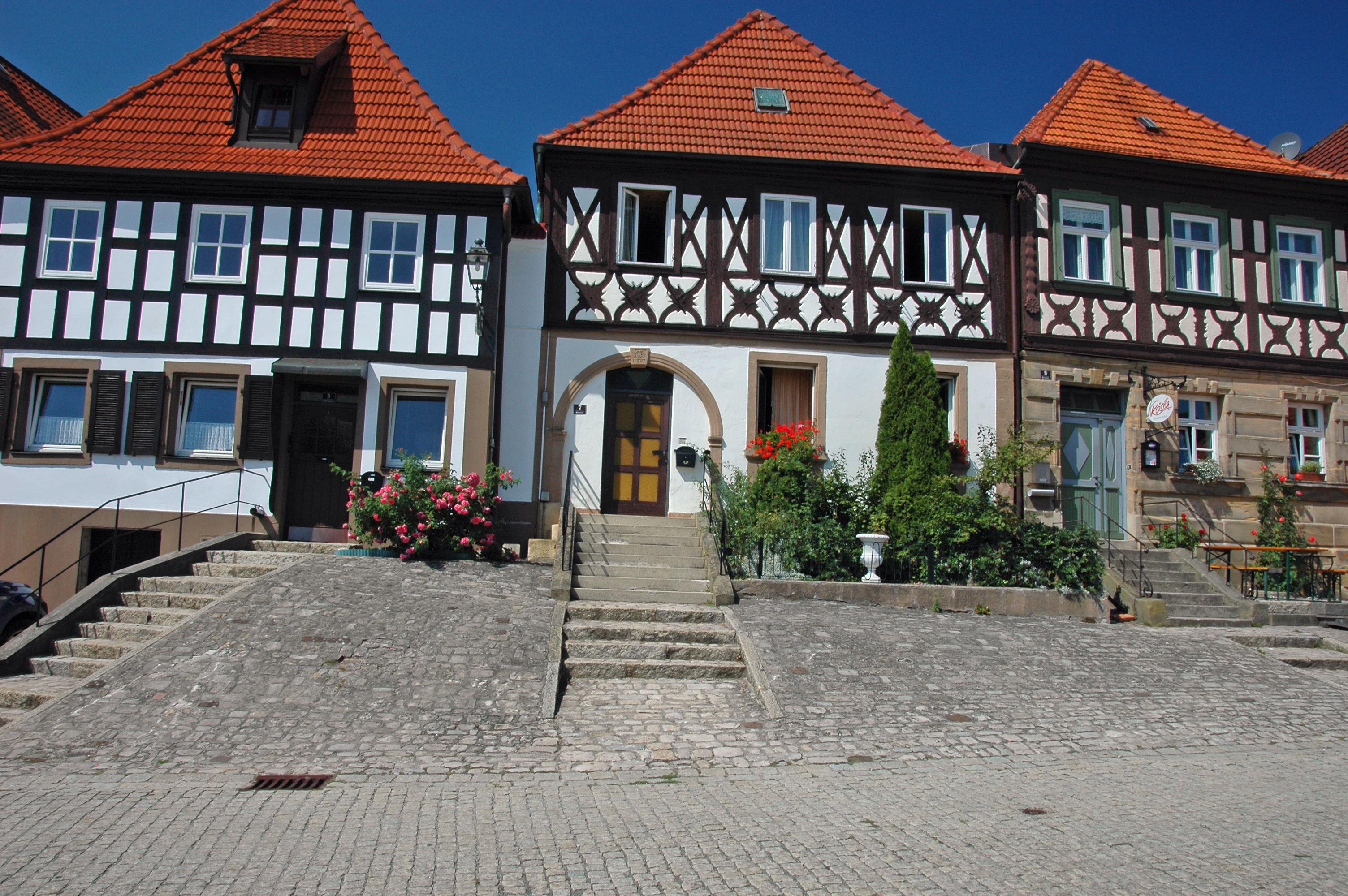
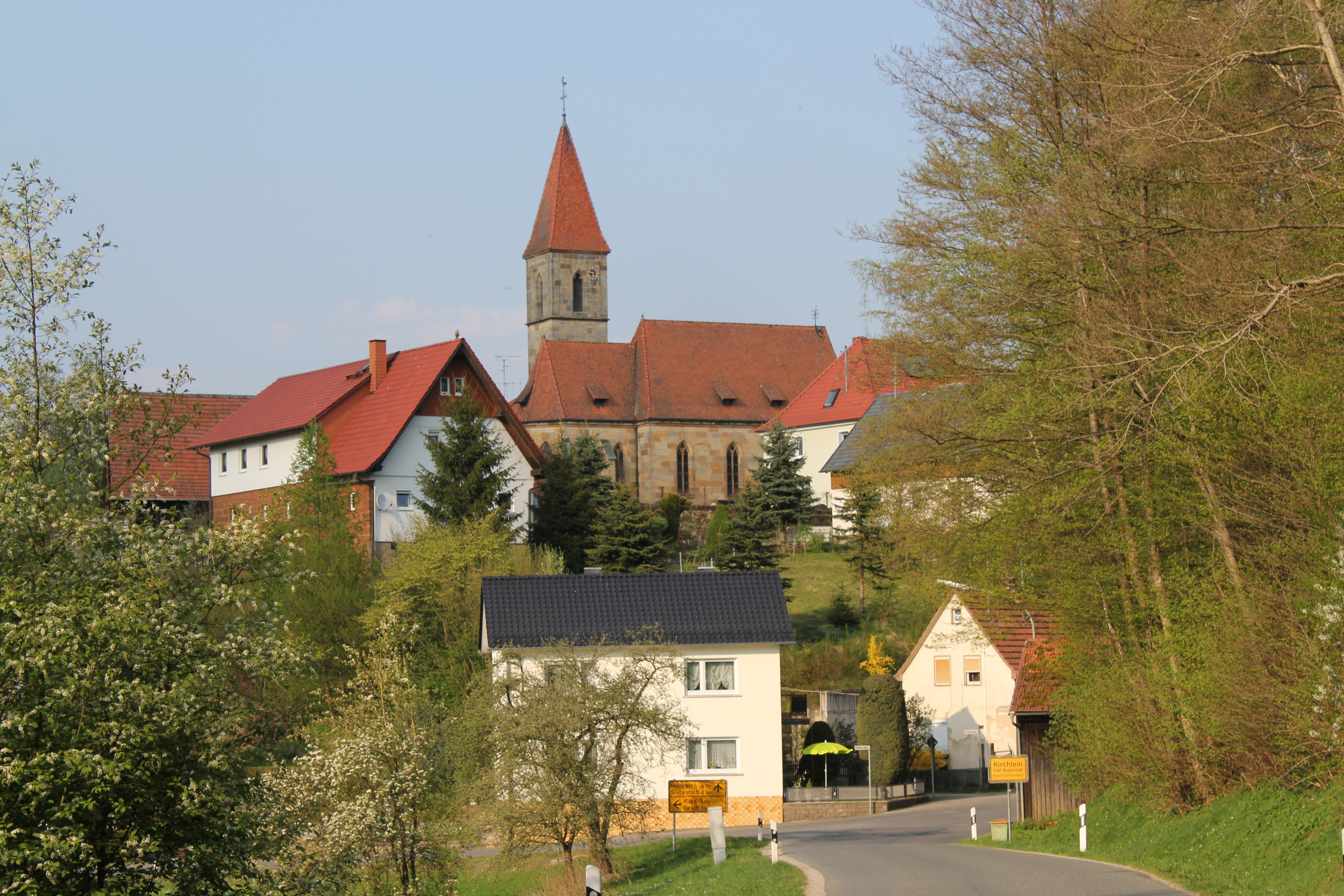
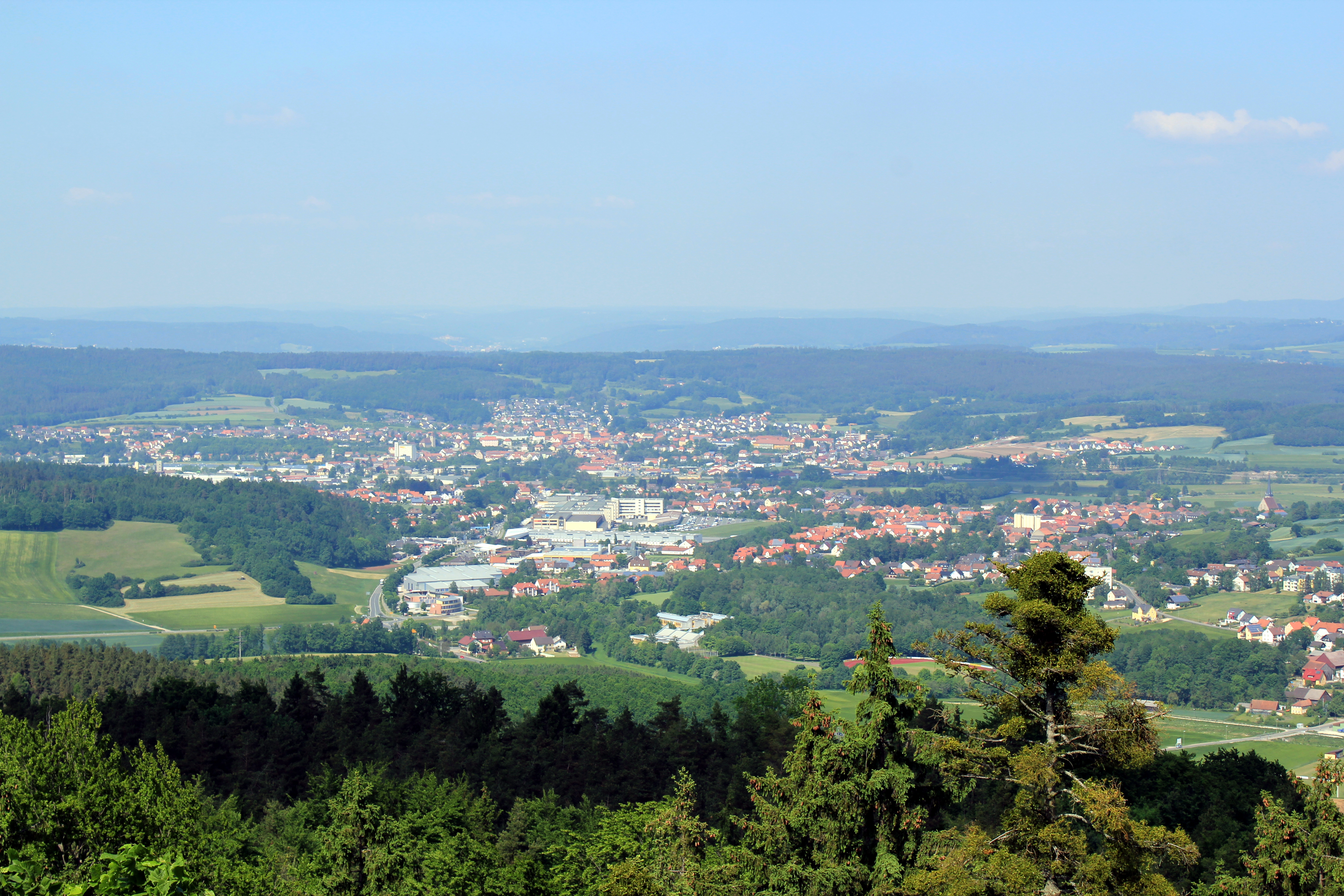
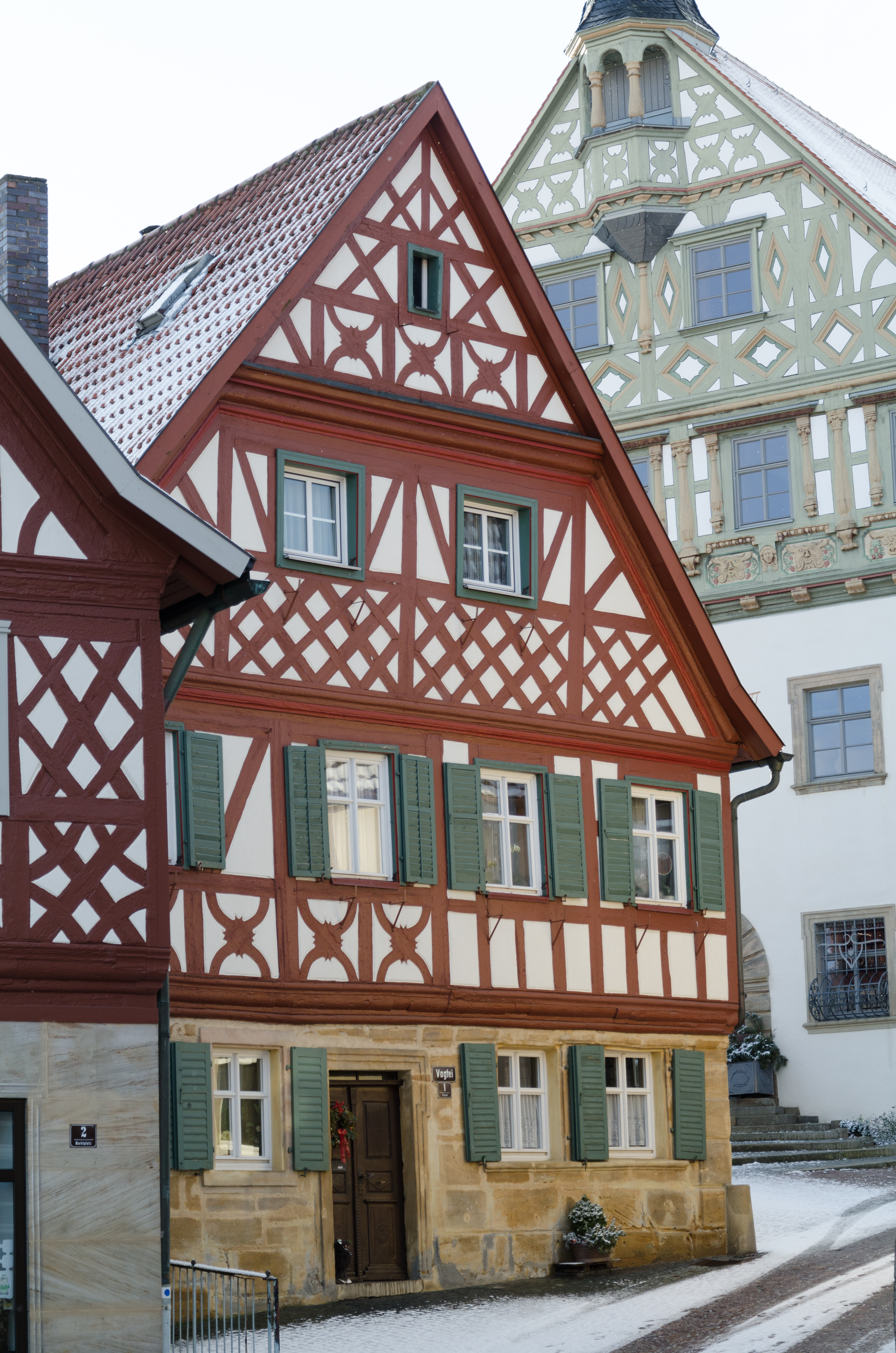
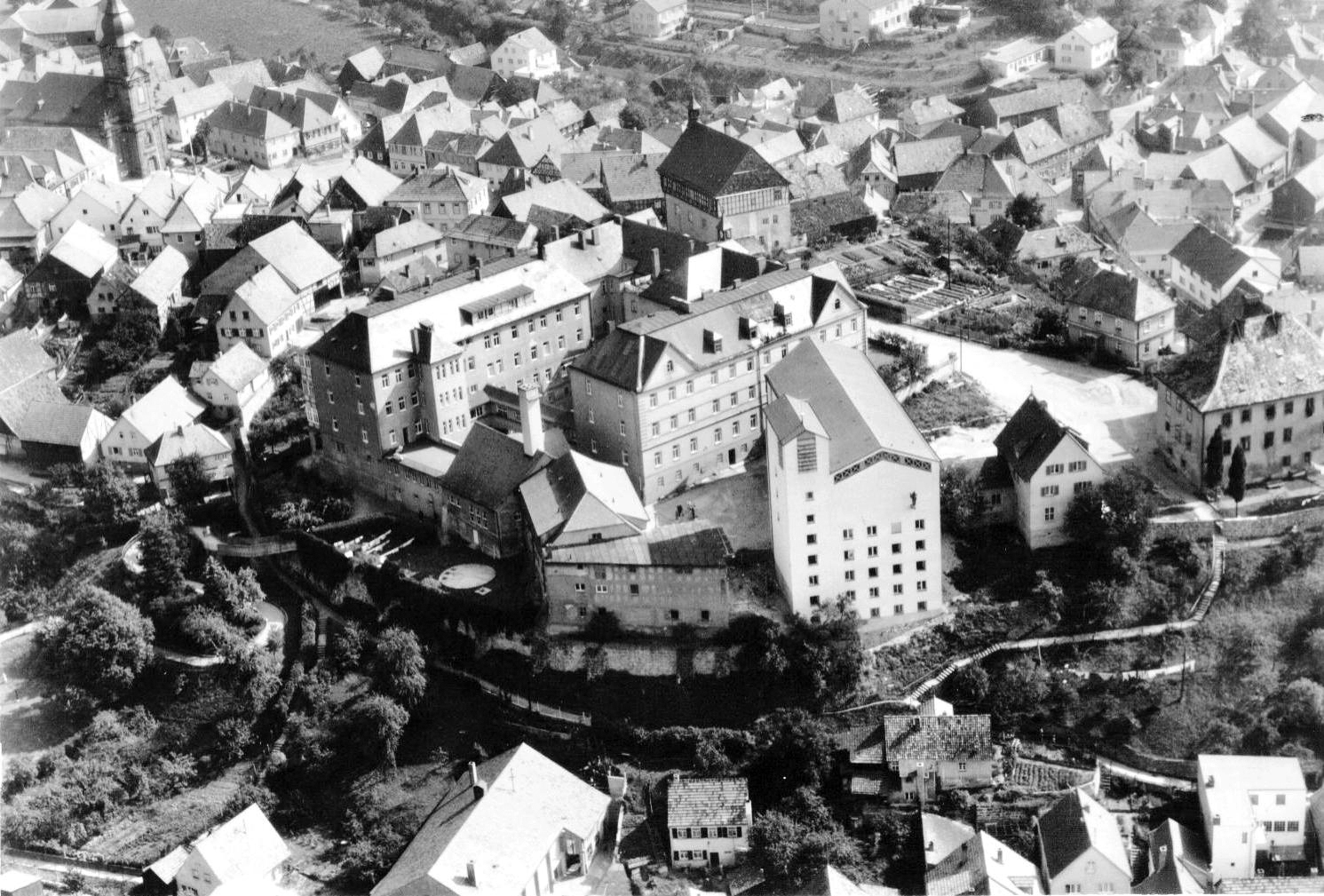
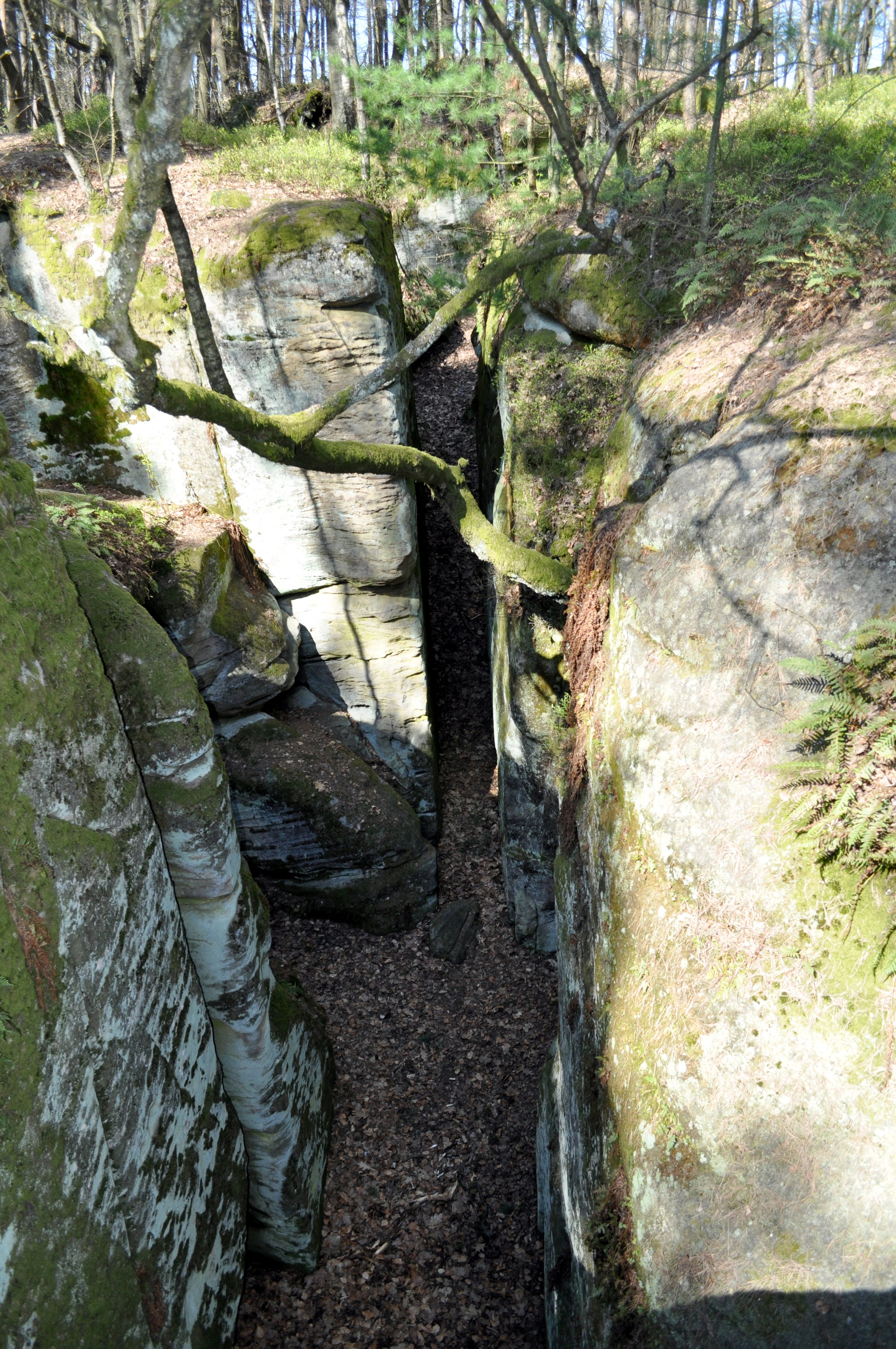